# Anonimo veneziano
Anonimo veneziano is een Italiaanse dramafilm onder regie van Enrico Maria Salerno die werd uitgebracht in 1970.

## Verhaal
Enrico is een hoboïst die te horen heeft gekregen dat hij ongeneeslijk ziek is. Hij nodigt zijn vrouw Valeria, van wie hij al jaren gescheiden leeft en met wie hij zoon Giorgio heeft gekregen, uit naar Venetië te komen. Valeria heeft een nieuwe levenspartner gevonden, een rijke man uit Ferrara met wie ze een nieuw gezin heeft gesticht. Valeria accepteert de uitnodiging. Ze brengen de dag door met dwalen door Venetië. Felle ruzies en tedere momenten wisselen elkaar af, en ze herbeleven de goede momenten van weleer. Als Enrico haar vertelt dat hij ernstig ziek is en nog maar kort te leven heeft, beminnen ze elkaar opnieuw. 's Avonds nemen ze afscheid. Enrico dirigeert met hartstocht een studentenorkest dat een concert van een "anonieme" componist uitvoert en Valeria verlaat in tranen de tot opnamestudio getransformeerde kerk.

## Rolverdeling
| Acteur          | Personage     |
| --------------- | ------------- |
| Florinda Bolkan | Valeria       |
| Tony Musante    | Enrico        |
| Toti Dal Monte  | signora Gemma |

## Prijzen
Florinda Bolkan won in 1971 voor haar vertolking van Valeria de David van Donatello-prijs voor beste vrouwelijke hoofdrol. Enrico Maria Salerno won de David speciale.
Marcello Gatti kreeg de Nastro d'argento voor beste cinematografie (kleur) en Stelvio Cipriani voor beste partituur.